# Санта-Исабель (остров)
Санта-Исабель (англ. Santa Isabel Island) — самый длинный остров в архипелаге Соломоновы острова. Административно входит в состав провинции Исабель меланезийского государства Соломоновы Острова.

## География
Остров Санта-Исабель расположен в южной части Тихого океана. К востоку от острова расположен остров Малаита, к западу — остров Шуазёль. Представляет собой вулканический остров, окружённый в некоторых местах коралловым рифом.
Длина Санта-Исабель составляет около 200 км, а ширина — около 30 км.
Высшая точка Санта-Исабель — гора Сасари (1220 м). В центральных горах острова берёт начало река Маруто (англ. Marutho River), которая впадает в океан у поселения Хофи.
Климат на острове Санта-Исабель влажный, тропический. Остров подвержен частым циклонам и землетрясениям.

## История
Остров Санта-Исабель — первый остров Соломоновых островов, открытый европейцами. Впервые остров обнаружил в 1568 году испанский мореплаватель Альваро Менданья де Нейра.
В конце XIX века над Санта-Исабель был установлен протекторат Германской империи, но уже в 1900 году остров был передан Британии.

## Население
В 1999 году численность населения острова Санта-Исабель составляла около 20 тысяч человек. Административным центром является деревня Буала, в которой расположен аэродром. Другое крупное поселение — деревня Самасоду.
Население острова разговаривает на нескольких меланезийских языках:
- Блабланга (1772 носителя в 1999 году; используется в деревнях Попохео и Ховукоило в округе Маринге, а также в населённых пунктах, расположенных на берегу Хограно).
- Бугхоту (4048 носителя; используется в юго-восточной части острова от деревни Сума до Хорара, а также на острове Фурона, расположенном к северо-западу от побережья округа Киа).
- Чеке-холо (10 840 носителей; распространён в центральной части Санта-Исабель).
- Гао (1215 носителей, используется в центральной части острова).
- Кокота (530 носителей; используется в деревнях Сисига и Гховео, расположенных на северо-восточном берегу острова, а также в поселении Хурепело на юго-западном побережье).
- Лагху (15 носителей; используется в деревнях Баоло и Самасоду в округе Киа).
- Забана (3355 носителей; используется в деревнях, расположенных на юго-западном берегу острова от деревни Самасоду до деревни Киа).
- Зазао (10 носителей; используется в деревне Килокака)[5].